# Dicamixus coriaceus
Dicamixus coriaceus är en stekelart som beskrevs av Szepligeti 1916. Dicamixus coriaceus ingår i släktet Dicamixus och familjen brokparasitsteklar. Inga underarter finns listade i Catalogue of Life.